# 曽於市
曽於市（そおし）は、日本の鹿児島県本土の東部、大隅半島の北部に位置する市。2005年7月1日、曽於郡の末吉町・財部町・大隅町が合併し成立した。
畜産や畑作を中心とした農業が盛んな地域。旧末吉町・財部町を中心に隣接する宮崎県都城市と日常生活や文化面でのつながりが深く、都城都市圏の範囲内となる。

## 地理

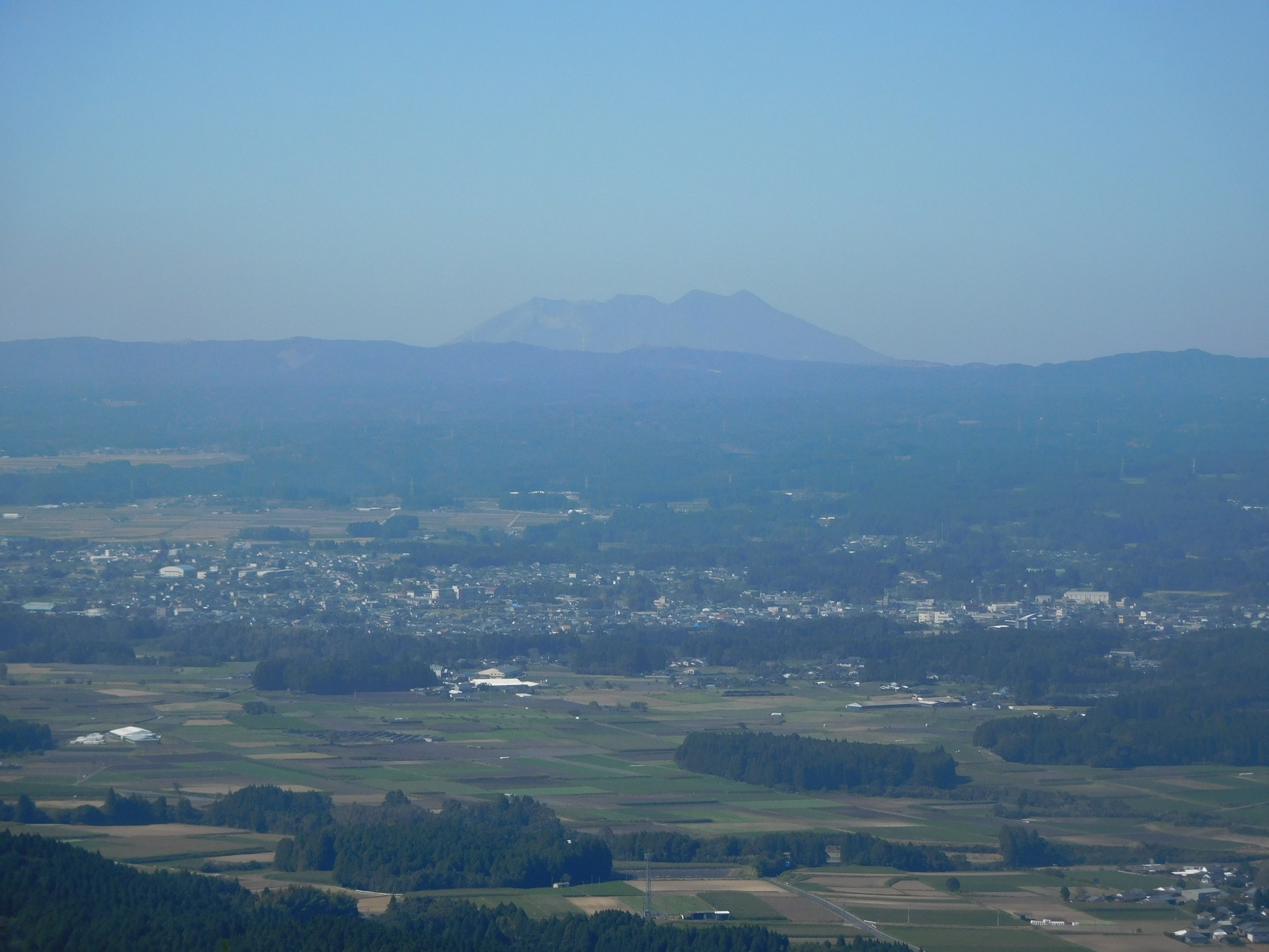
都城市の金御岳からみた末吉市街地

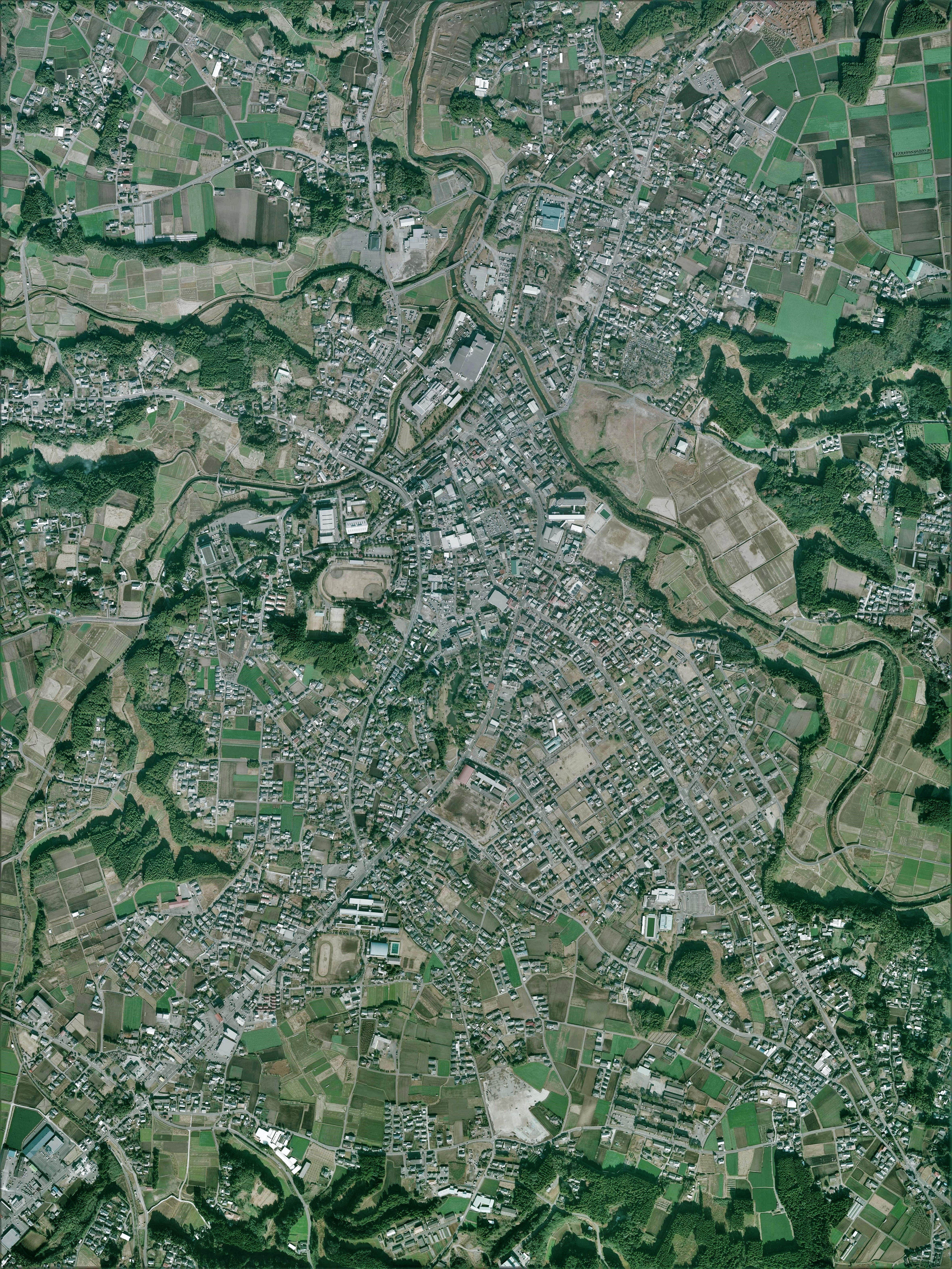
末吉町中心部周辺の空中写真。
2012年12月13日撮影の8枚を合成作成。。

北部は都城盆地、東部は鰐塚山地の一角をなし、南西部は主にシラス台地や丘陵地帯が広がっている。市内全域が大隅半島北部の内陸部に位置しており、鹿児島県内の市では、伊佐市と共に海岸線を有していない市の一つである。
- 山：白鹿岳 (604m)
- 河川：大淀川、菱田川 - 旧末吉・財部が大淀川流域、旧大隅が菱田川流域に属する。

### 隣接している自治体
- 鹿児島県
  - 霧島市
  - 鹿屋市
  - 志布志市
  - 曽於郡大崎町
- 宮崎県
  - 都城市

### 地名

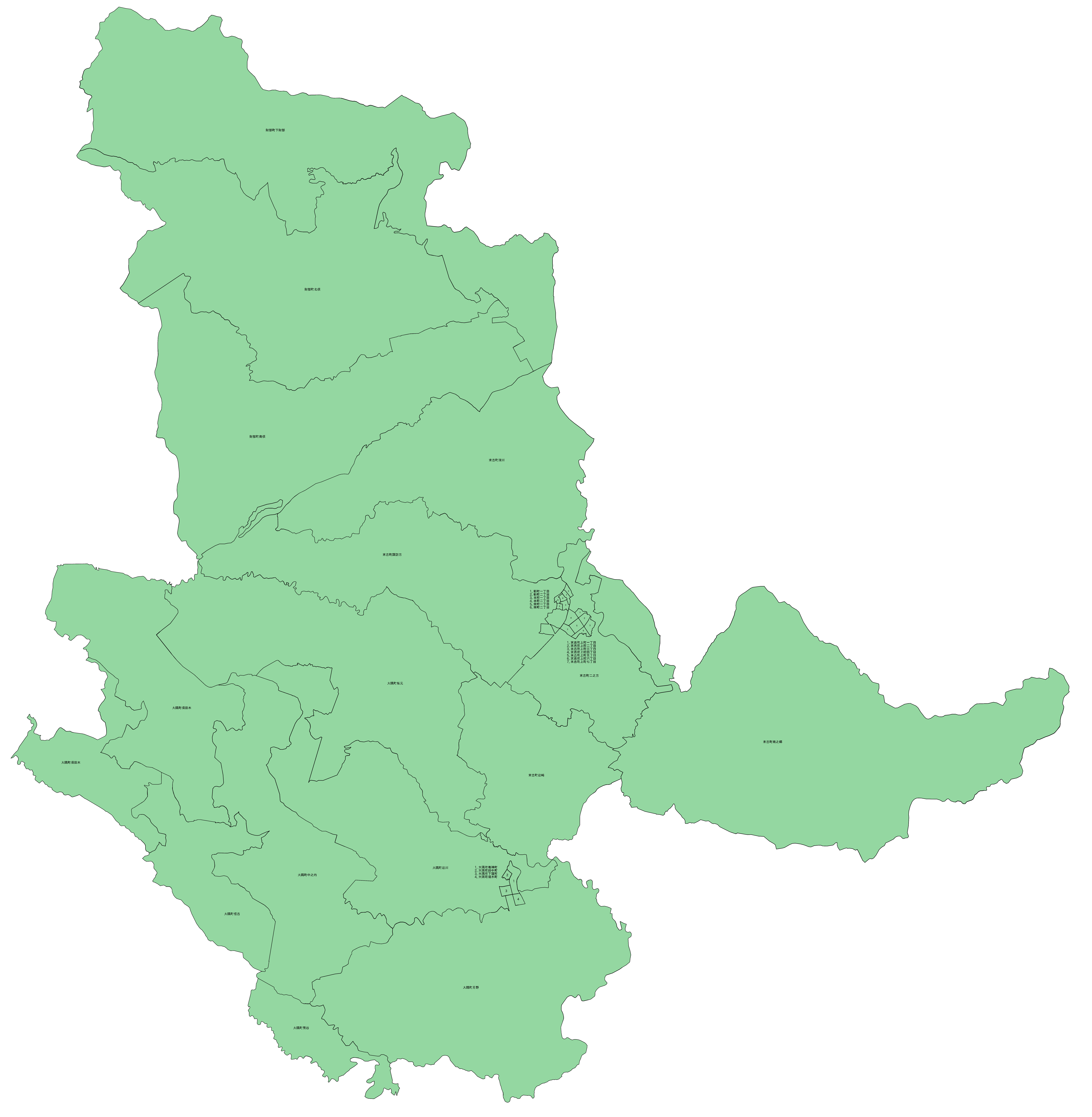
曽於市地図

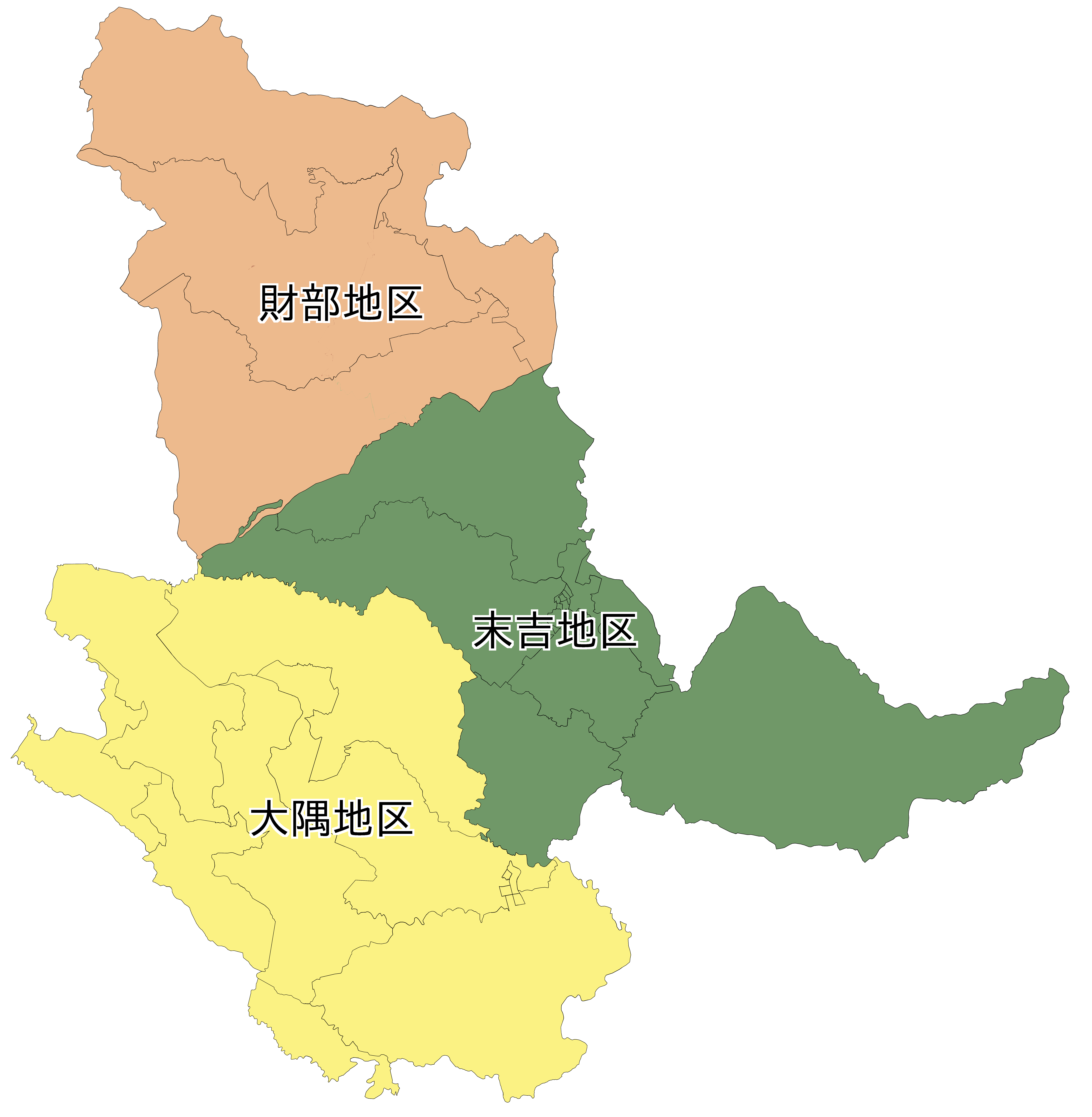
地域区分

合併前の旧町名を以下の大字の前に冠している（例：曽於市大隅町岩川）。
大隅町
- 岩川（旧岩川町五十町）
- 中之内（旧岩川町中之内）
- 大谷（旧恒吉村大谷）
- 坂元（旧恒吉村坂元）
- 須田木（旧恒吉村須田木）
- 恒吉（旧恒吉村長江）
- 月野（旧月野村）
- 荒谷（旧野方村の一部）
- 境木町（1998年、月野から分立）
- 下窪町（1998年、岩川から分立）
- 段中町（1998年、岩川から分立）
- 鳴神町（1998年、岩川から分立）

財部町
- 北俣
- 下財部
- 南俣

末吉町
- 岩崎
- 諏訪方
- 二之方
- 深川
- 南之郷
- 栄町1丁目～2丁目（1967年に二之方から分立）
- 新町1丁目～2丁目（1967年に二之方から分立）
- 本町1丁目～2丁目（1967年に二之方から分立）
- 上町1丁目～7丁目（2012年に二之方から分立）

## 歴史
※詳細は、曽於北部合併協議会の公式サイトを参照。
江戸時代は薩摩藩領。廃藩置県当時、曽於市域に存在した郷（外城）は末吉・財部・岩川・恒吉・志布志・大崎の6郷。そのうち末吉・財部・岩川・恒吉の4郷が大隅国曽於郡（当時の表記は囎唹郡）、志布志・大崎は日向国諸県郡に属していた。岩川郷は戊辰戦争後に新設（末吉郷から分割）された郷である。
1889年の町村制実施時に6郷はほぼそのまま村として引き継がれたが、1891年2月に志布志村から月野村、大崎村から野方村がそれぞれ分村した。1891年時点で曽於市域に存在した村は以下の通りとなる。岩川村には1887年に（近代以降の曽於郡の前身となる）東囎唹郡・南諸県郡（1883年の宮崎県再置時に南北に分割）の役所が置かれた。
- 財部村（後に町制施行）
- 末吉村（後に町制施行）
- 岩川村（後に町制施行、1955年に合併し大隅町）
- 恒吉村（1955年に合併し大隅町）
- 月野村（1955年に合併し大隅町）
- 野方村（1955年に荒谷地域が大隅町へ編入、その他の地域は大崎町・西志布志村へ編入）

財部村は1926年4月1日、末吉村は1922年10月1日、岩川村は1924年4月1日にそれぞれ町制を施行。1955年1月20日に岩川町・恒吉村・月野村が合併し、大隅町が発足。同年4月に野方村の荒谷地域を大隅町に編入し、曽於市発足前の3町がほぼ確定した。
- 2005年7月1日 - 曽於郡末吉町・財部町・大隅町が合併し発足。
- 2005年11月28日 - 第一回曽於市議会議員選挙を実施。
- 2007年3月26日 - 宮崎県都城市蓑原町の一部を当市に編入、代わりに当市財部町大字下財部字田平下の一部を都城市に編入（平成19年3月26日総務省告示第159号）。

## 市政

### 市長

#### 現職市長
- 市長 - 竹田正博（）

2025年（平成25年）7月20日、59歳で初当選（無所属）、7月31日就任。
- 副市長 - 八木 達範（）[5]

2013年（平成25年）12月24日選任、12月25日就任。2017年（平成29年）12月25日再任。任期満了日は2021年（令和3年）12月24日。職務代理順序 第1位。
- 副市長 - 大休寺 拓夫（）[5]

2013年（平成25年）12月24日選任、12月25日就任。2017年（平成29年）12月25日再任。任期満了日は2021年（令和3年）12月24日。職務代理順序 第2位。

#### 歴代市長
首長の代数（歴代）の数え方は何種類もあるが、本節では a, b を添える形で書き分けながら解説する。表示欄では「代a」「代b」という名で2種類を記載した。a は就任のあるたびにカウントする方式に基づく代数であり、b は同一人物による連続就任をカウントしない方式に基づく代数である。曽於市は a の方式を採っているが（他の例：八王子市、弘前市、浜松市）、b の方式を採る自治体も多く（例：京都市、大垣市）、a と b の違いを認識しないまま単純に比較すると誤解が生まれる。なお、返り咲きがあろうとも同一人物を1カウントとする方式もあるが、現状、曽於市は該当しない。
| 代a      | 代b      | 氏名      | 就任年月日                | 退任年月日                | 備考 |
| 公選市長 | 公選市長 | 公選市長  | 公選市長                  | 公選市長                  | 公選市長 |
| -------- | -------- | --------- | ------------------------- | ------------------------- | --- |
| -        | -        | 原田 純隆 | 2005年（平成17年）7月1日  | 2005年（平成17年）7月31日 | 市制の施行に伴い、前身自治体の一つである財部町の長であった原田が市長臨時代理を務め、市長就任までの空位を埋める。                      |
| 1        | 1        | 池田 孝   | 2005年（平成17年）7月31日 | 2009年（平成21年）7月30日 | 前身自治体の一つである末吉町の長。60歳で初当選し、初代市長に就任。1期目4年を満了。                                                    |
| 2        | 1        | 池田 孝   | 2009年（平成21年）7月31日 | 2013年（平成25年）7月30日 | 2009年（平成21年）7月26日、64歳で再選。2期目4年を満了。3選を目指すも、前回市長選で退けた対立候補・五位塚剛との一騎打ちに敗れる。      |
| 3        | 2        | 五位塚 剛 | 2013年（平成25年）7月31日 | 2017年（平成29年）7月30日 | 2013年（平成25年）7月21日、59歳で初当選（無所属、日本共産党員）。1期目4年を満了。                                                     |
| 4        | 2        | 五位塚 剛 | 2017年（平成29年）7月31日 | 2021年（令和3年）7月30日  | 2017年（平成29年）7月23日再選。2017年の市長選時点では日本共産党を離党したものの、民主市政継続の意思を示し、元市議の今鶴治信を破り再選 |
| 5        | 2        | 五位塚 剛 | 2021年（令和3年）7月31日  | 2025年（令和7年）7月30日  | 2021年（令和3年）7月18日再選。 |
| 6        | 3        | 竹田正博  | 2025年（令和7年）7月31日  | （ 現 職 ）               | 元曾於市役所農政課長。 |

### 市の行政機関
- 市役所

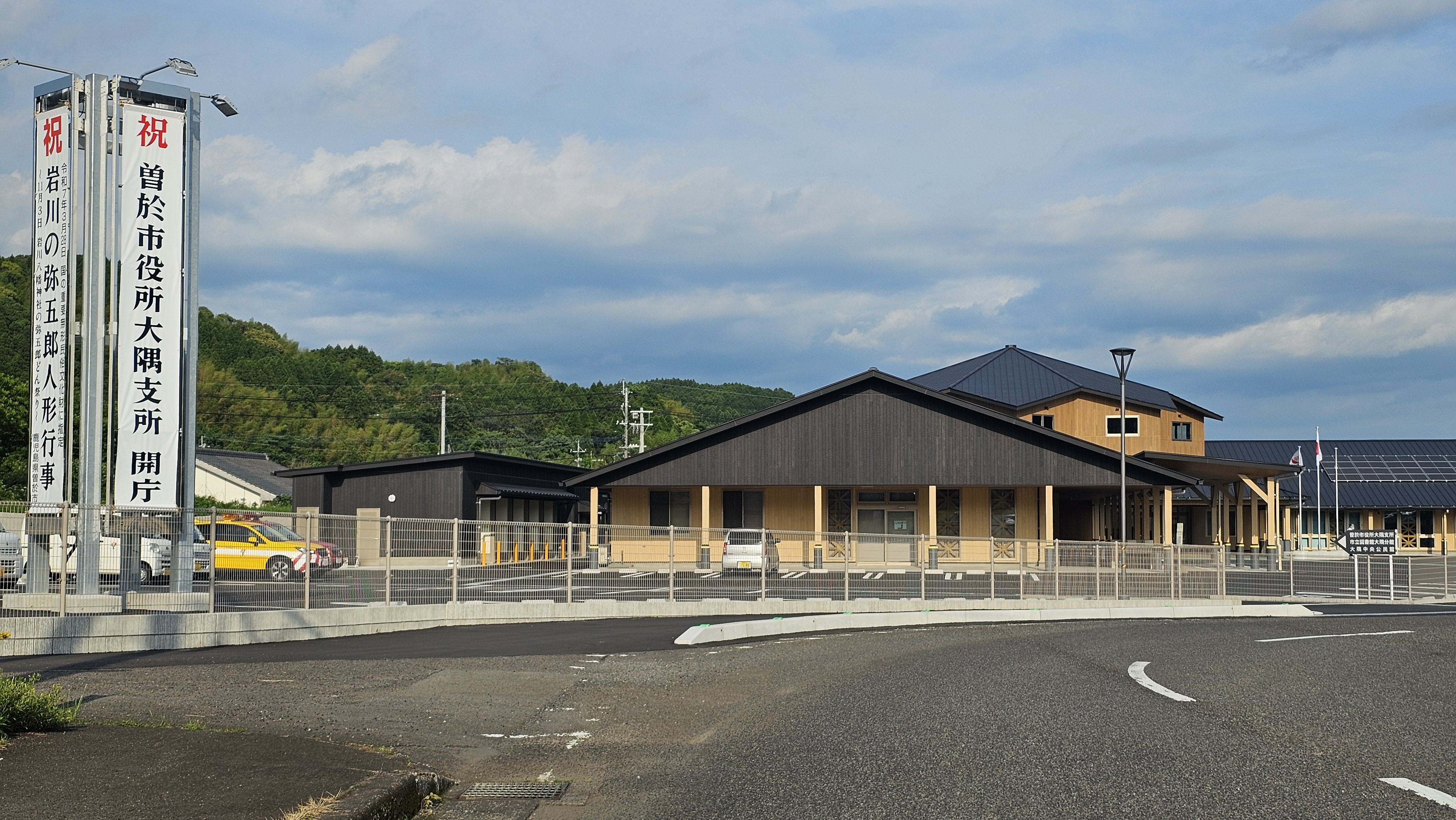
大隅支所

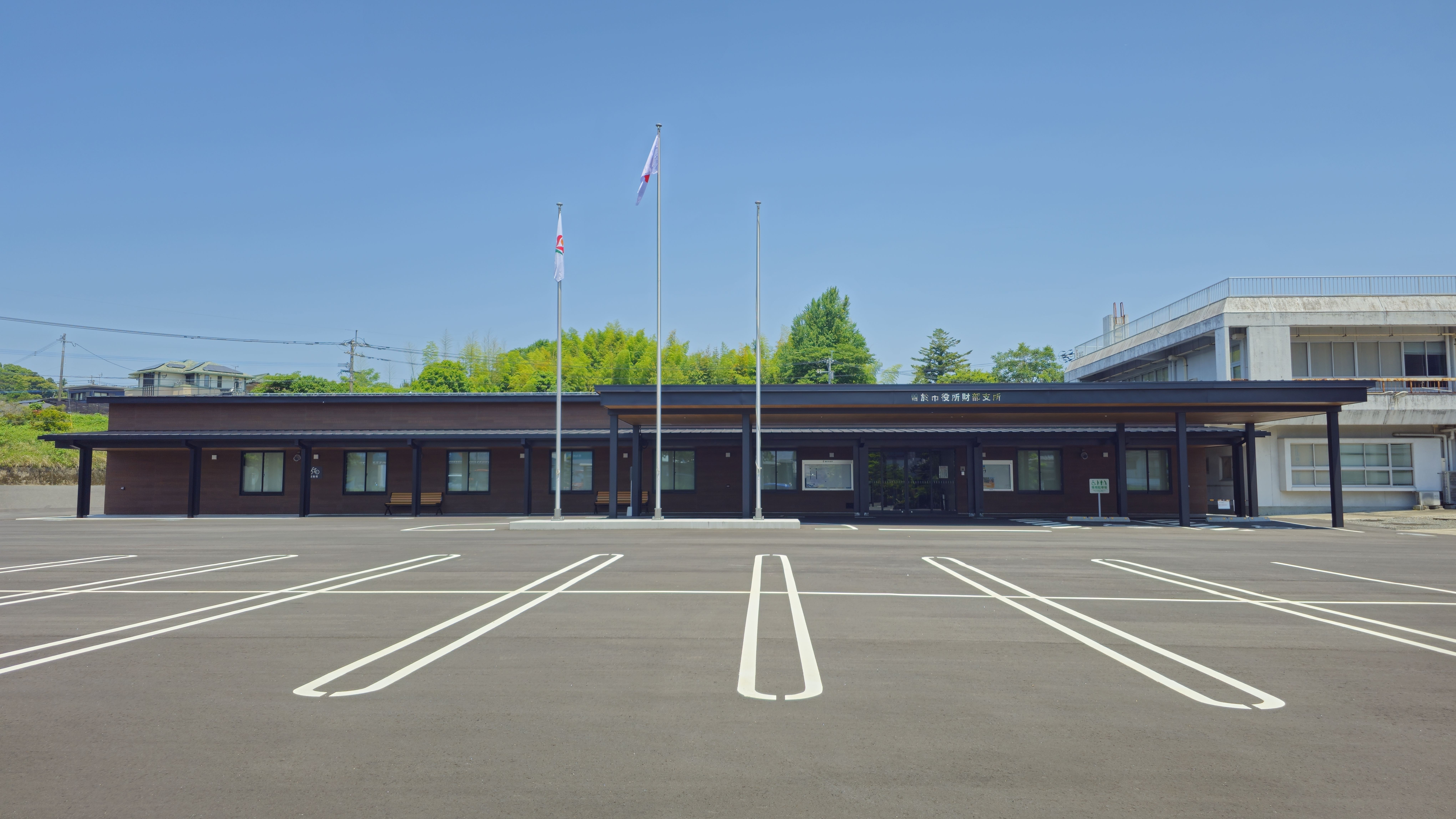
財部支所（財部郷土館跡地）

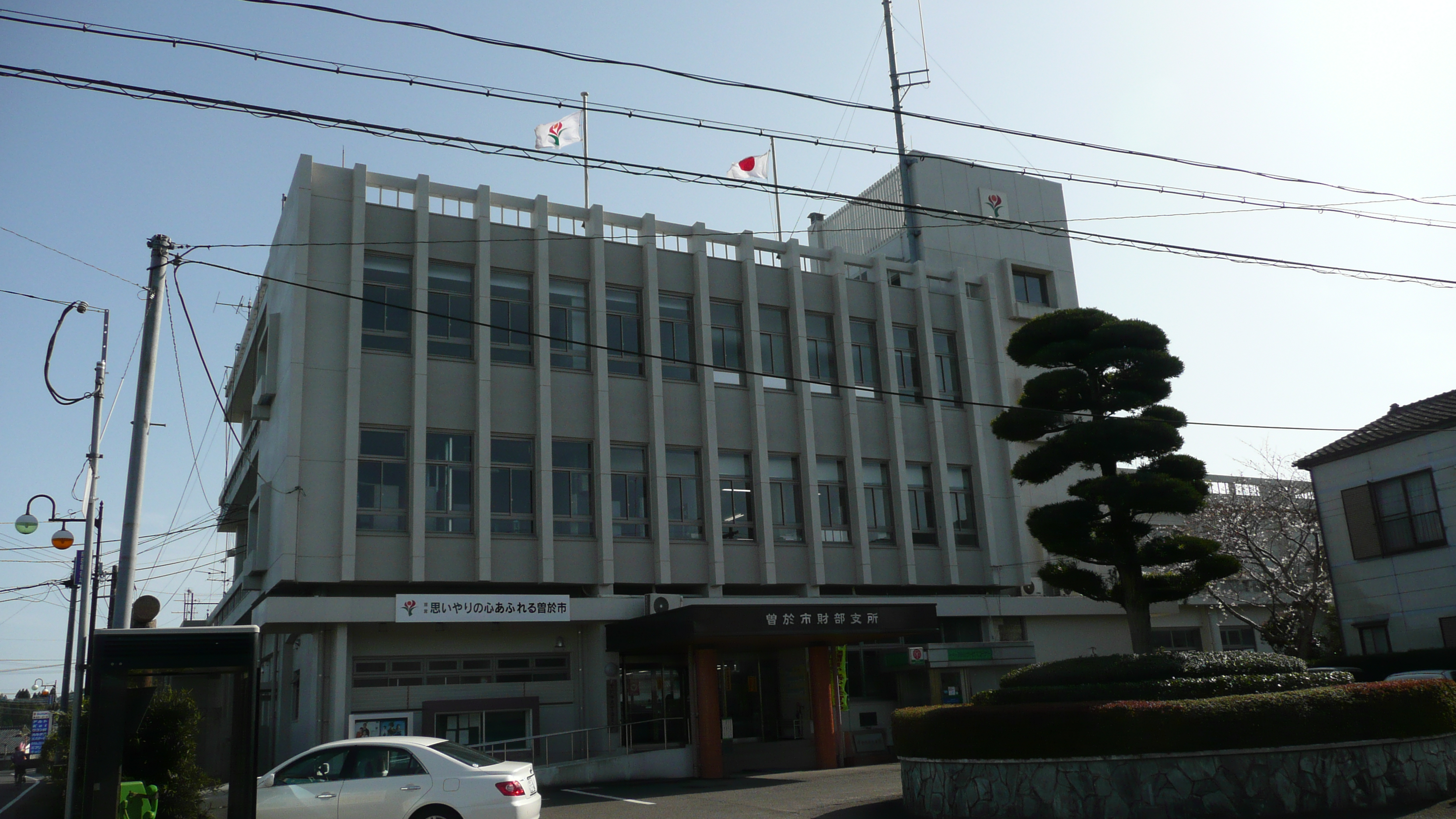
旧財部支所（旧・財部町役場）

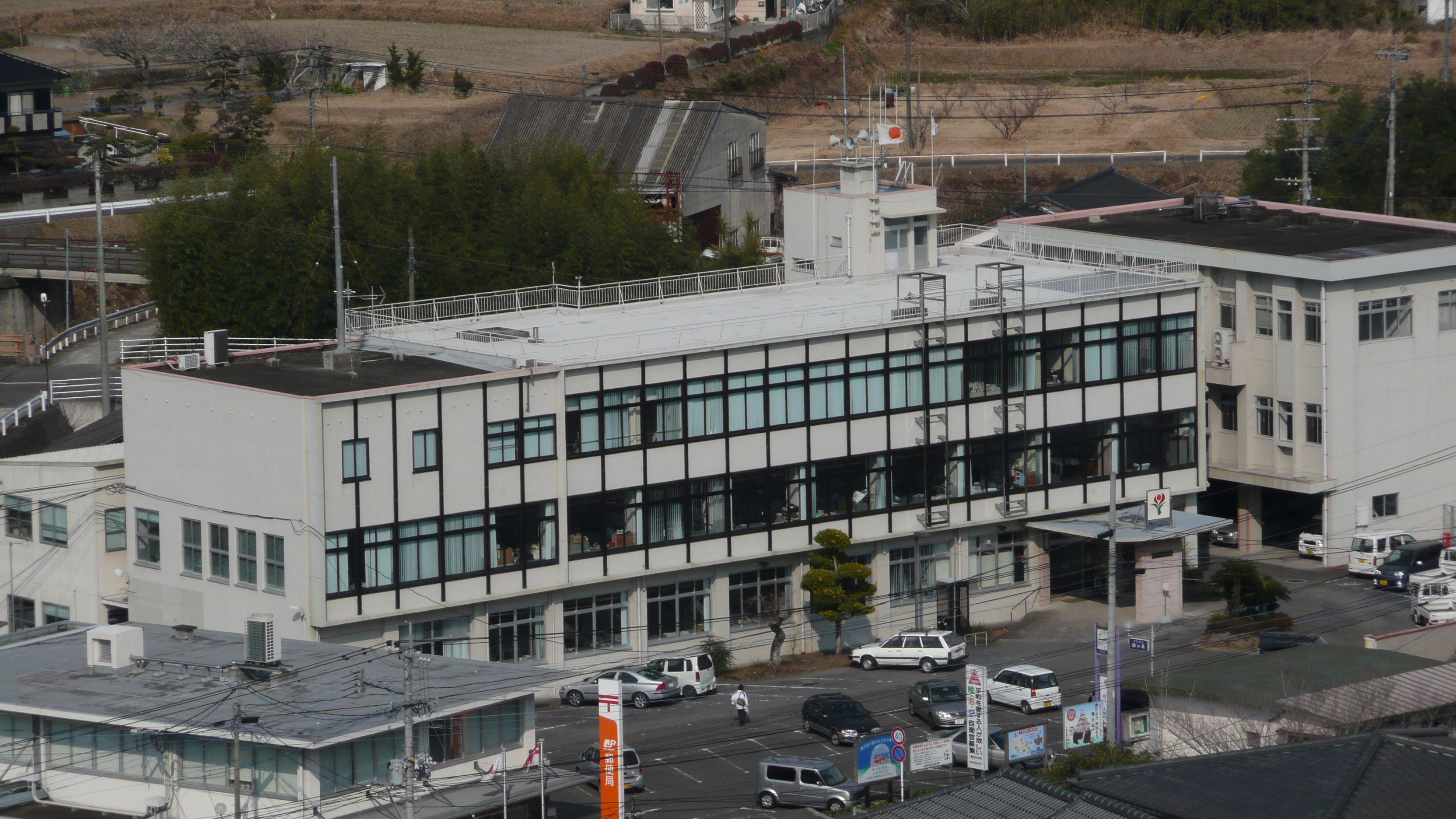
旧大隅支所（旧・大隅町役場）

  - 本庁：〒899-8692 曽於市末吉町二之方1980番地
  - 財部支所：〒899-4192 曽於市財部町南俣460番地1
  - 大隅支所：〒899-8193 曽於市大隅町中之内9135番地

※旧大隅町には月野・恒吉・坂元の3連絡所も設けられていたが、2011年4月1日に廃止された。また、財部支所と大隅支所は、新たに新築移転され、2025年5月7日に開庁した。なお、大隅支所には、図書館大隅分館と大隅中央公民館も移転併設された。

### ふるさと納税
2017年4月1日、500万円以上のふるさと納税を行った者への返礼品に1台約250万円のキャンピングカーを用意。先着5名に対して提供を始めた。同日、総務省は、寄付額の3割以下とするよう求める通知を各市町村に出しており、曽於市は通知に抵触する状態となったが、「早急に対応できなかった」として提供を続けた。
主な受賞取り組み
令和6年度 国土交通大臣賞「循環のみち下水道賞」アセットマネジメント部門
| 上下水道職員の困りごとを解決する一体型クラウドシステム構築 ～経験の浅い職員でも現場対応に困らない仕組み作り～ |

国土交通大臣賞循環のみち下水道賞

令和6年度水道イノベーション賞「特別賞」
日本水道協会 水道イノベーション賞

JAPAN HR DX AWARDS FINALグランプリ
優秀賞（部門賞）変化に強い組織の構築
プロジェクト名：「地方発！DX水道SOOリューション ～ノウハウが導く持続可能な上下水道～」
JAPAN HR DX AWARD

## 公共機関

### 県の行政機関
- 鹿児島県警察：曽於警察署（旧大隅警察署）
- 鹿児島県大隅地域振興局　曽於総務分室、曽於市駐在（旧大隅合同庁舎）

### 国の行政機関
- 大隅合同庁舎
- 防衛省：自衛隊鹿児島地方協力本部大隅地域事務所
- 防衛省：陸上自衛隊高之峰射撃場
- 農林水産省：九州農政局曽於農業水利事務所、曽於北部農業水利事業所
- 農林水産省：鹿児島農政事務所曽於統計・情報センター
- 厚生労働省：ハローワーク大隅（大隅公共職業安定所）

### 司法機関
- 大隅簡易裁判所

## 経済

### 曽於市に本社を置く主要企業
- ナンチク
- 岩川醸造
- 津曲食品

### 商業

#### 商業地区
末吉地区
鹿児島県道503号見帰二之方線沿い末吉郵便局周辺の本町地区、国道269号沿いの高松地区が主な商業地区。高松地区には、郊外型店舗の進出も徐々に進んできている。
大隅地区
鹿児島県道63号志布志福山線沿い国合同庁舎周辺の岩川本町地区、台地部のあけぼの、八合原地区が主な商業地区。あけぼの、八合原地区には、郊外型店舗の進出も徐々に進んできている。
財部地区
宮崎県道・鹿児島県道2号都城隼人線沿い道の駅たからべ周辺や、鹿児島県道482号塚脇財部線沿いの財部郵便局周辺が主な商業地区。

#### 主要小売店
スーパー
- タイヨー（岩川店）
- エーコープ（末吉店、大隅店）
- マックスバリュ（旧くらし館）（末吉店）
- ミートショップながやま（財部店）

ホームセンター
- ニシムタ（末吉店、岩川店）
- ナフコ（大隅店）
- コメリハードアンドグリーン（大隅店、財部店）

薬局
- ドラッグイレブン（末吉店、岩川店）
- スーパードラッグコスモス（末吉店）
- ドラッグストアモリ（末吉店)
- ドラッグセイムス（曽於財部店）

レストラン・飲食店
- ジョイフル（鹿児島末吉店、鹿児島岩川店）
- レストランおおすみ
- ファミリーレストランかざぐるま
- 炙り家みずほ

コンビニエンスストア
- ローソン（曽於末吉店、大隅岩川店、大隅八合原店、財部南俣店）
- ファミリーマート（曽於高校前店、末吉上町店、大隅八合原店）
- リックマート（岩川店）
- セブン-イレブン（末吉本町店、末吉諏訪方店、末吉深川店、曽於大隅町店、曽於財部町店）

専門店・その他
- ヒロセ（財部店）
- ヤンマーアグリジャパン（財部支店、岩川支店）
- 南九州沖縄クボタ（財部営業所、大隅サービスセンター）
- 末吉電化（末吉店）
- ヤマダデンキ（テックランド曽於末吉店）
- ダイレックス（末吉店）

### 産業

#### 特産品
- ユズ
- スイカ（弥五郎スイカ）
- 白菜
- シイタケ
- 食肉（黒毛和牛、豚）
- 茶
- サツマイモ
- 蜂蜜
- 焼酎

## 地域

### 人口
| |                                        |  |
| 曽於市と全国の年齢別人口分布（2005年） | 曽於市の年齢・男女別人口分布（2005年） |  |
| ■紫色 ― 曽於市 ■緑色 ― 日本全国 | ■青色 ― 男性 ■赤色 ― 女性              |  |
| 曽於市（に相当する地域）の人口の推移 \| 1970年（昭和45年） \| 54,395人 \| \| \| 1975年（昭和50年） \| 49,765人 \| \| \| 1980年（昭和55年） \| 49,060人 \| \| \| 1985年（昭和60年） \| 48,869人 \| \| \| 1990年（平成2年） \| 47,492人 \| \| \| 1995年（平成7年） \| 46,328人 \| \| \| 2000年（平成12年） \| 44,910人 \| \| \| 2005年（平成17年） \| 42,287人 \| \| \| 2010年（平成22年） \| 39,221人 \| \| \| 2015年（平成27年） \| 36,557人 \| \| \| 2020年（令和2年） \| 33,310人 \| \| |                                        |  |
| 総務省統計局 国勢調査より |                                        |  |
| 1970年（昭和45年） | 54,395人                               |  |
| 1975年（昭和50年） | 49,765人                               |  |
| 1980年（昭和55年） | 49,060人                               |  |
| 1985年（昭和60年） | 48,869人                               |  |
| 1990年（平成2年） | 47,492人                               |  |
| 1995年（平成7年） | 46,328人                               |  |
| 2000年（平成12年） | 44,910人                               |  |
| 2005年（平成17年） | 42,287人                               |  |
| 2010年（平成22年） | 39,221人                               |  |
| 2015年（平成27年） | 36,557人                               |  |
| 2020年（令和2年） | 33,310人                               |  |

## 教育
2016年現在の児童・生徒数（小中学生）は2,501人であり、1965年（14,863人）の17パーセントとなっている。

### 高等学校

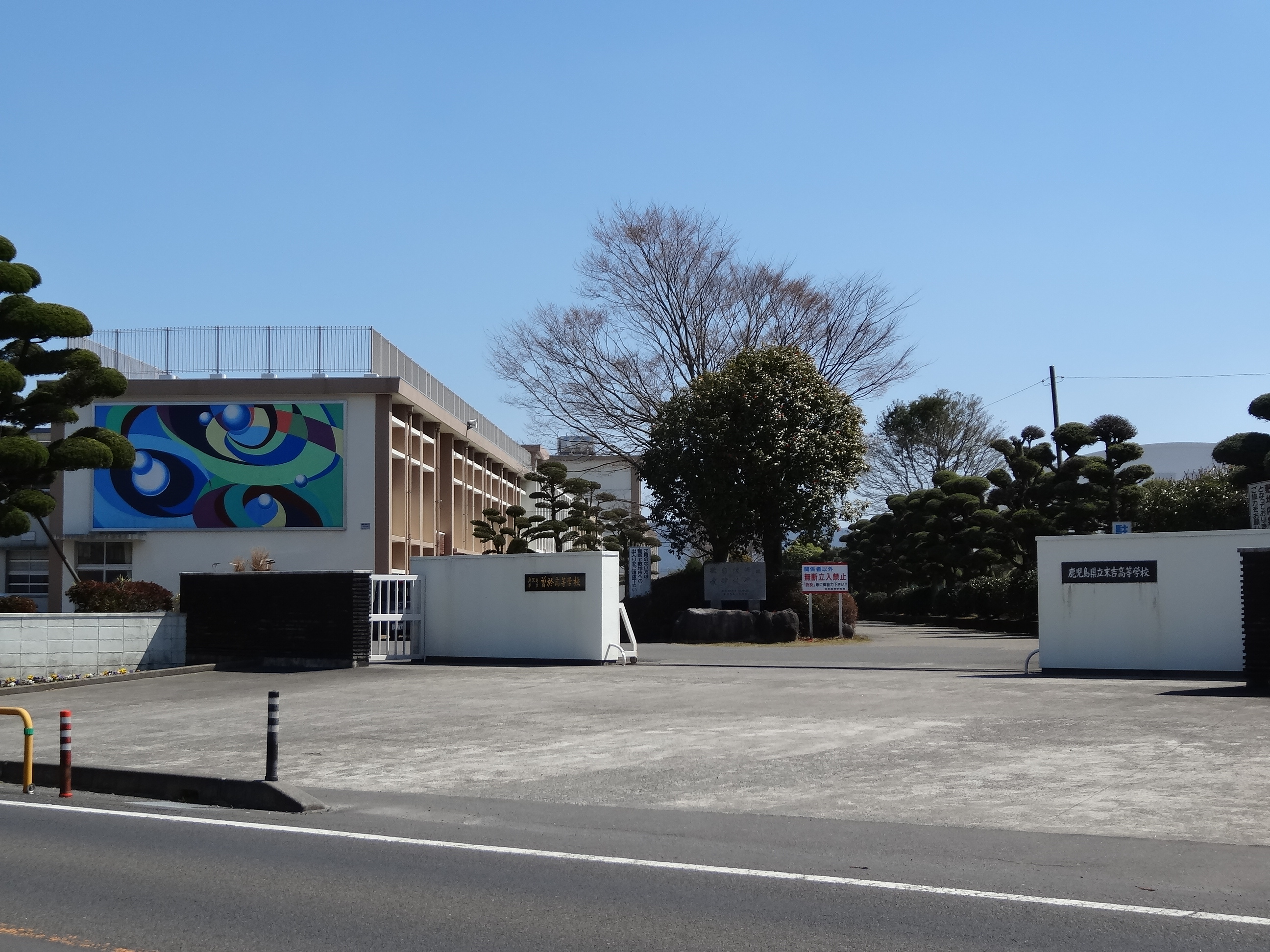
県立曽於高校・末吉高校（2014年撮影）

- 鹿児島県立曽於高等学校（2014年に鹿児島県立財部高等学校・鹿児島県立末吉高等学校・鹿児島県立岩川高等学校を統合し開校。旧3校は2016年閉校）

曽於市発足時にあった財部・末吉・岩川の3校はいずれも定員割れが続いていたことから、鹿児島県は2011年6月から2012年3月に催された「大隅地域の公立高校の在り方検討委員会」のとりまとめとして、2014年に「都城の学校に行かなくても、大学進学を目指せる」新設校を設置し、2年後の2016年に従来の3校を閉校する方針を示し、2013年2月5日に決定した。新設校の名称は「鹿児島県立曽於高等学校」と決定され、末吉高校の場所に設置されることとなった。2014年に曽於高校が開校し、2年後の2016年に財部・末吉・岩川の各校が閉校された。
末吉町・財部町に居住する中学生においては、都城市に所在する県立高等学校（都城泉ヶ丘高校は除く。都城市#教育もしくは宮崎県高等学校一覧を参照）への越境通学が認められており、成績上位者を中心に都城市へ「流出」している。2012年春は市内342人の生徒のうち、102人が都城市・三股町の高等学校へ進学した。これが、上述した高校統廃合の一因となった。反対に、都城市から財部・末吉高校への越境通学も認められており、財部高校においては生徒の半数を都城市民が占めるほどとなっていた。
越境通学の「相互乗り入れ」については長年の慣習として行われているが、1976年1月に鹿児島県教育委員会の学区外高校入学審議会が宮崎県側から出されていた79件の受検申請を全て不許可としたことがある。末吉町・財部町の住民からは「県境の実態を無視している」との反発の声が上がり、末吉町では当時の柳迫小学校の卒業生の多くが都城市立五十市中学校へ進学していたことから義務教育への悪影響を懸念、更に財部町では「鹿児島県教育委員会の対応次第では離県運動も辞さず」との声が出る状態であった。当然に都城市側などからも反発の主張が挙がったため、最終的に鹿児島県教育委員会の「不許可裁定」は事実上取り下げられることとなった。その後、1980年代においては約80人が都城市の県立高校へ、反対に約30人が財部・末吉高校へ通学していた。

### 中学校
合併前の各町に1校ずつ設置されている。
- 曽於市立末吉中学校（2012年に南之郷中学校を統合）
- 曽於市立大隅中学校（2005年、岩川中学校・大隅北中学校・月野中学校・恒吉中学校を統合し成立）
- 曽於市立財部中学校（2012年に財部北中学校・財部南中学校を統合）

### 小学校
| - 曽於市立末吉小学校 - 曽於市立檍小学校 - 曽於市立岩南小学校 - 曽於市立岩北小学校 - 曽於市立諏訪小学校 - 曽於市立光神小学校 - 曽於市立深川小学校 - 曽於市立柳迫小学校 | - 曽於市立岩川小学校 - 曽於市立菅牟田小学校 - 曽於市立笠木小学校 - 曽於市立大隅北小学校 - 曽於市立恒吉小学校 - 曽於市立月野小学校 | - 曽於市立財部小学校 - 曽於市立財部南小学校 - 曽於市立中谷小学校 |

### 保育園・保育所・幼稚園
| - 末吉中央幼稚園 - 樹心こども園 - 白鳥保育園 - ひこばえ保育園 - 高之峯保育園 - りんこうこども園 - きらりの里こども園 | - 大隅中央幼稚園 - おひさまの杜こども園(令和5年度に岩川保育園 から改名) - 覚照こども園 - 太陽の子幼児園 - しょうしん月の森こども園 - 認定こども園かさぎ - 幼保連携型スイミ―こども園 | - きらり園 - しゃらこども園 |

### 自動車教習所
- 末吉高等自動車学校

※2014年6月末で閉校となった。

## 公共施設

### 公園・体育施設
- 末吉栄楽公園
- 末吉新地公園
- 末吉向江公園
- 大隅総合運動公園
- 財部城山総合運動公園
- いきいき親水公園
- 曽於市民プール
- 曽於市新地公園グラウンド・ゴルフ場

### 文教施設
- 末吉総合センター
- 大隅文化会館
- 財部きらめきセンター
- 末吉歴史民俗資料館
- 曽於市立図書館大隅分館
- 曽於市埋蔵文化財センター
- 曽於市立図書館財部分館

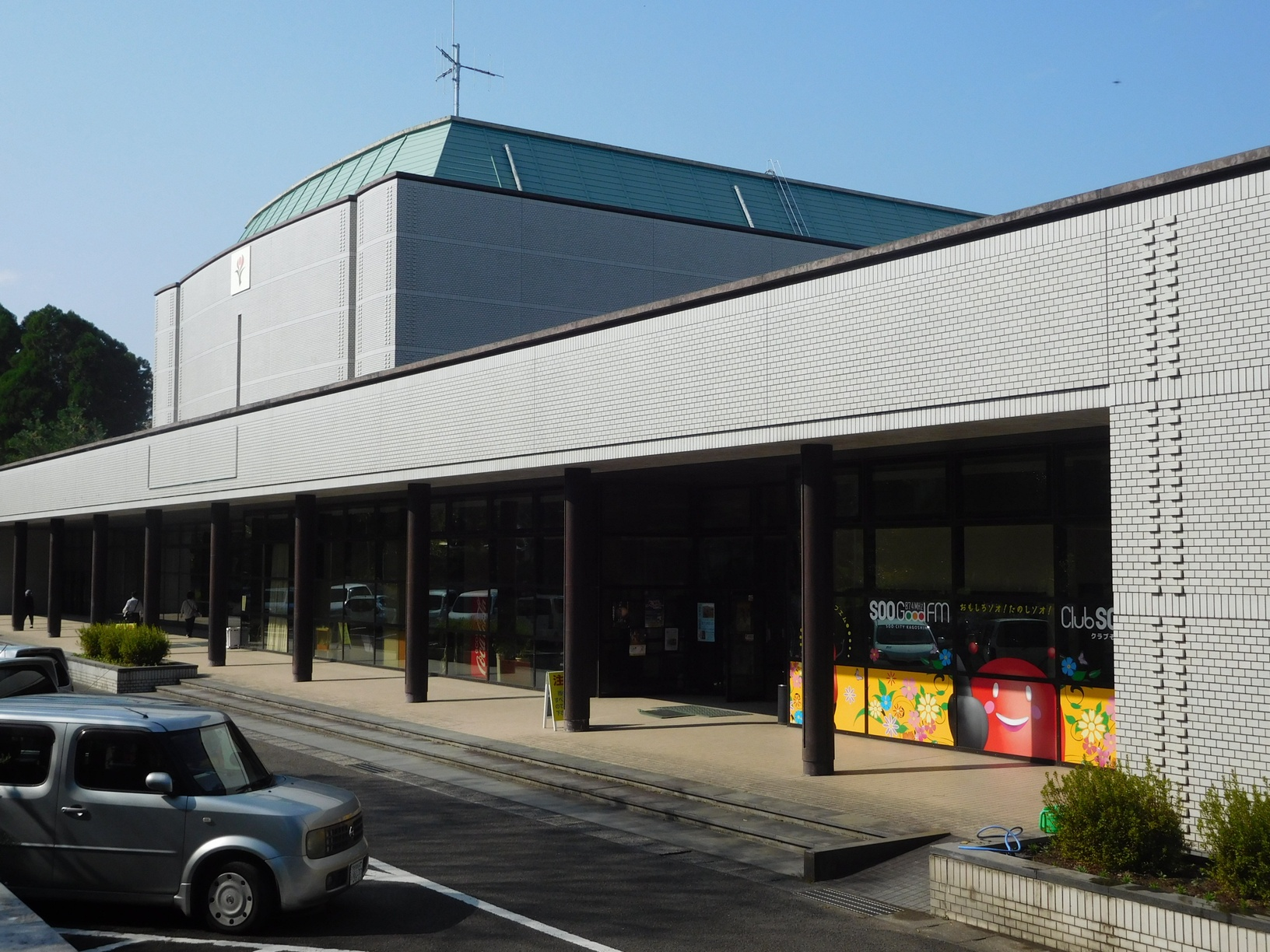
末吉総合センター・メセナホール。SOO Good FMのスタジオと送信所を併設している

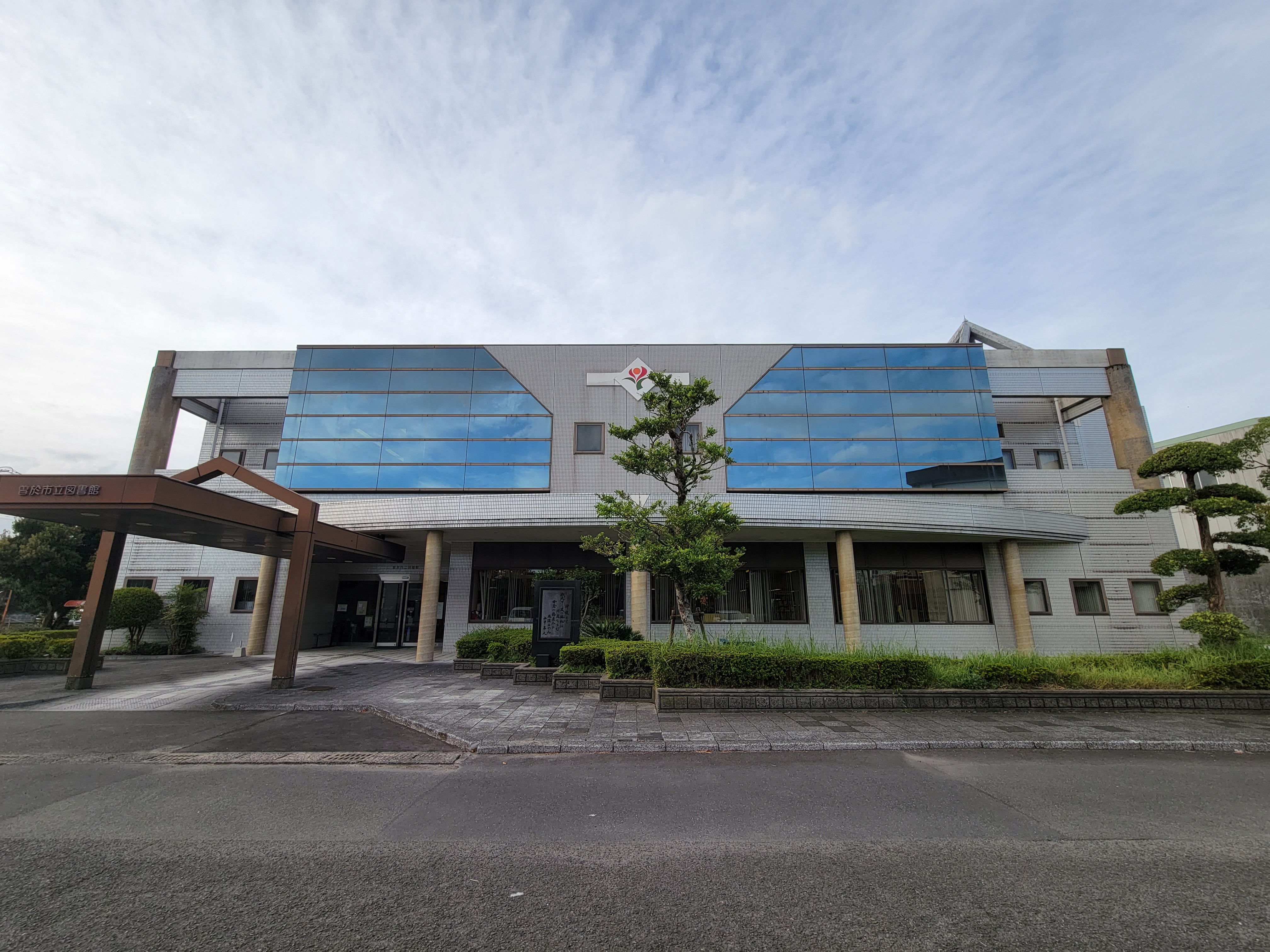
曽於市立図書館

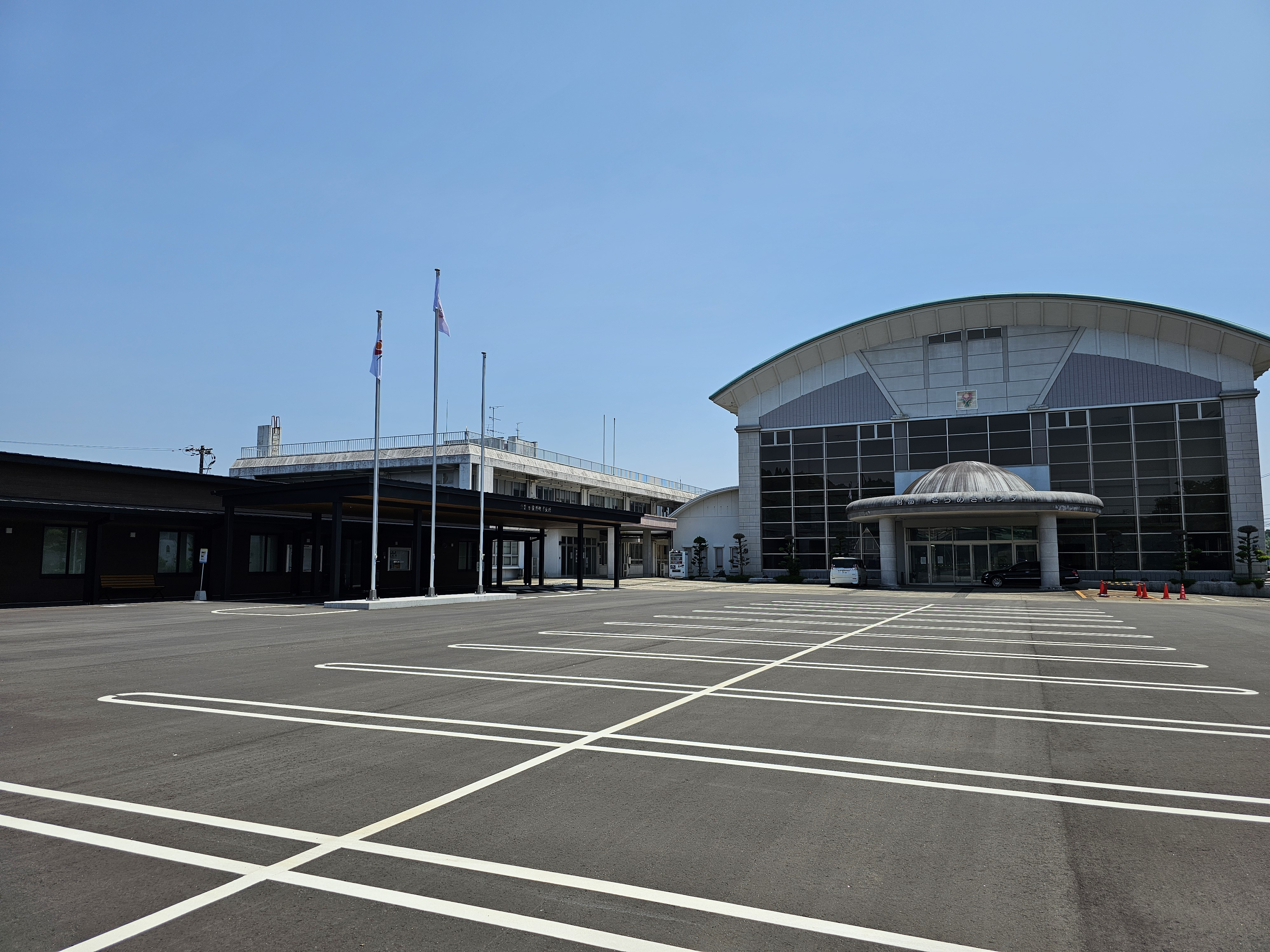
財部きらめきセンターと曽於市立図書館財部分館（左端は曽於市役所財部支所、2025年）

（旧財部郷土館にあった2階展示室は2023年3月31日をもって閉館）
- 曽於市立図書館
- 末吉鉄道記念館

### 衛生・環境施設
- 曽於市クリーンセンター
- 曽於市下水道浄化センター

### 厚生施設

#### 医療機関
病院・医院・診療所
- 曽於医師会立病院 - 開院当初は小児科、産婦人科等を含む多くの診療科を備えた総合病院であったが、現在同院に医師が常勤する診療科は外科、整形外科、循環器内科のみである。

| - 高原病院 - 久木原医院 - 塩川医院 - 末吉胃腸外科クリニック - 中島病院 - 末吉中央クリニック - 岩川病院 - 尾郷クリニック - 松岡救急クリニック分院 | - 昭南病院 - 下窪町クリニック - 津曲胃腸科整形外科 - 曽於市立恒吉地区診療所 | - 財部記念病院 - 鮫島クリニック - 財部クリニック - まえかわクリニック |

歯科
| - 斉藤歯科クリニック - すみよし歯科 - 関歯科クリニック - 川嶋歯科医院 - 有村歯科医院 - みずぐち歯科 - あいあい歯科 | - 井上歯科医院 - 朝川歯科医院 - ハッピーデンタルオフィス - 山本歯科医院 - 渡辺歯科クリニック | - 宅間歯科医院 - 横山歯科医院 - せと歯科医院 |

#### 福祉・保健施設
老人福祉施設
- 輪光無量寿園
- おおすみ苑
- おおすみ竹山園
- 財部寿豊園

老人保健施設
- 清寿園
- やごろう苑
- たからべ園

その他
- そお生きいき健康センター
- 曽於市子育て支援センター
- 財部保健福祉センター

#### 公共浴場
- メセナ住吉交流センター
- 大隅弥五郎伝説の里
- 財部温泉健康センター

### その他の施設
- 曽於市有機センター
- 曽於市斎苑
- 末吉花と緑の供給センター
- 南九州畜産獣医学拠点（SKLV）

## 金融機関
銀行
- 鹿児島銀行（末吉支店、岩川支店、財部支店）
- 南日本銀行（末吉支店）

信用金庫
- 鹿児島相互信用金庫（末吉支店、岩川支店）

信用組合
- 鹿児島興業信用組合（岩川支店、末吉出張所）
- そお鹿児島農業協同組合

## 郵便局
| - 末吉郵便局 - 岩崎郵便局 - 通山郵便局 - 南之郷郵便局 - 柳迫郵便局 - 菅渡簡易郵便局 | - 岩川郵便局 - 笠木郵便局 - 坂元郵便局 - 月野郵便局 - 曙簡易郵便局 - 神牟礼簡易郵便局 | - 財部郵便局 - 南財部郵便局 - 中谷簡易郵便局 - 大川原簡易郵便局 - さくら並木ニュータウン簡易郵便局 |

## 組合・団体
- 大隅曽於地区消防組合
- 曽於北部衛生処理組合
- そお鹿児島農業協同組合
- 曽於市商工会
- 曽於市森林組合
- 曽於農業共済組合
- 曽於市シルバー人材センター

## 宿泊施設
- メセナ住吉交流センター
- ビジネスホテル岩川
- 川野旅館

## 交通

### 空港
最寄の空港は、霧島市溝辺町にある鹿児島空港であるが、宮崎市にある宮崎空港へも宮崎自動車道などを通じてアクセスできる。

### 鉄道
- 九州旅客鉄道
  - 日豊本線：財部駅 - 北俣駅 - 大隅大川原駅
- 中心となる駅：財部駅（曽於市やまびこ館）

全て旧・財部町内を通る。なお、末吉町・大隅町にはかつて国鉄志布志線（西都城 - 志布志間）が通っていたが、1987年3月に廃止された。財部町域の区間も本数が極端に少なく、市内から鉄道を利用する場合には、バスや自家用車で西都城駅あるいは都城駅に出るのが一般的となっている。
市の中心駅となる財部駅は老朽化により建て替えられ、2008年3月23日に多目的ホールを備えた「曽於市やまびこ館」として新しい木造の駅舎が完成した。

### 路線バス
2023年度時点で鹿児島交通が14系統、宮崎交通と高崎観光バスが各1系統を運行している。このうち鹿児島交通の一部系統が2024年4月より本村交通へ移管されている。
一般路線バス
- 鹿児島交通 - 都城市と鹿屋市・志布志市を結ぶ路線、鹿児島空港と志布志市を結ぶ路線が曽於市内を通る。なお、曽於市はいわさきグループ発祥の地であり（詳細は岩崎與八郎を参照）、鹿児島交通の前身となる「三州自動車」は設立当初の拠点を末吉町に置いていた。
  - 都城 - 末吉 - 岩川 - 志布志
  - 都城 - 末吉 - 岩川 - 鹿屋
  - 鹿児島空港 - 牧之原 - 岩川 - 志布志
- 本村交通 - 都城市と霧島市（牧之原）を結ぶ路線、都城市と財部地区を結ぶ路線を運行。いずれも2024年に鹿児島交通から移管された路線である。
  - 都城 - 通山 - 牧之原
  - 都城 - 財部 - 吉ケ谷公民館
  - 都城 - 財部 - 柴建
- 宮崎交通 - 都城市内の市中心部と川原谷を結ぶ路線の末端の一部が曽於市内を通る。
  - イオン都城 - 都城駅 - 中橋野 - 陣の下 - 川原谷
- 高崎観光バス - 都城市街地と霧島神宮を結ぶ路線（2016年に宮崎交通から移管された路線）の一部が曽於市内（中谷小学校区）を通る。
  - 都城駅 - 庄内 - 大石入口 - 堤 - 西岳 - 霧島神宮

コミュニティバス
- 曽於市思いやりバス
  - 合併前の各町のコミュニティバスを併せて路線網を構成している。現在の路線は、財部駅～曽於郡医師会立病院（最終便のみ道の駅おおすみ）の間を市が運行事業者（民間会社）と委託契約を締結して運行している。
  - 料金は、片道乗車につき大人200円、子供100円。ただし、6歳未満の小児は、大人1人同伴に対して小児1人は無料。支払いは、現金もしくは回数券も利用でき、別路線への乗換の場合は、乗換券が発行される。
  - 自動車運転免許証を自主返納した場合は、市役所への申請により3年間の無料乗車券の発行を受ける事ができる。
  - 2010年4月1日から路線の一部変更及び料金、時刻等の改正が行われた。

コミュニティタクシー
- 曽於市思いやりタクシー
  - 旧・財部町、末吉町、大隅町ごとのエリアを中心に運行されている。市が運行事業者（民間会社）と委託契約を締結して運行している。

※詳しくは、曽於市思いやりタクシーを参照。

### 道路
高速道路

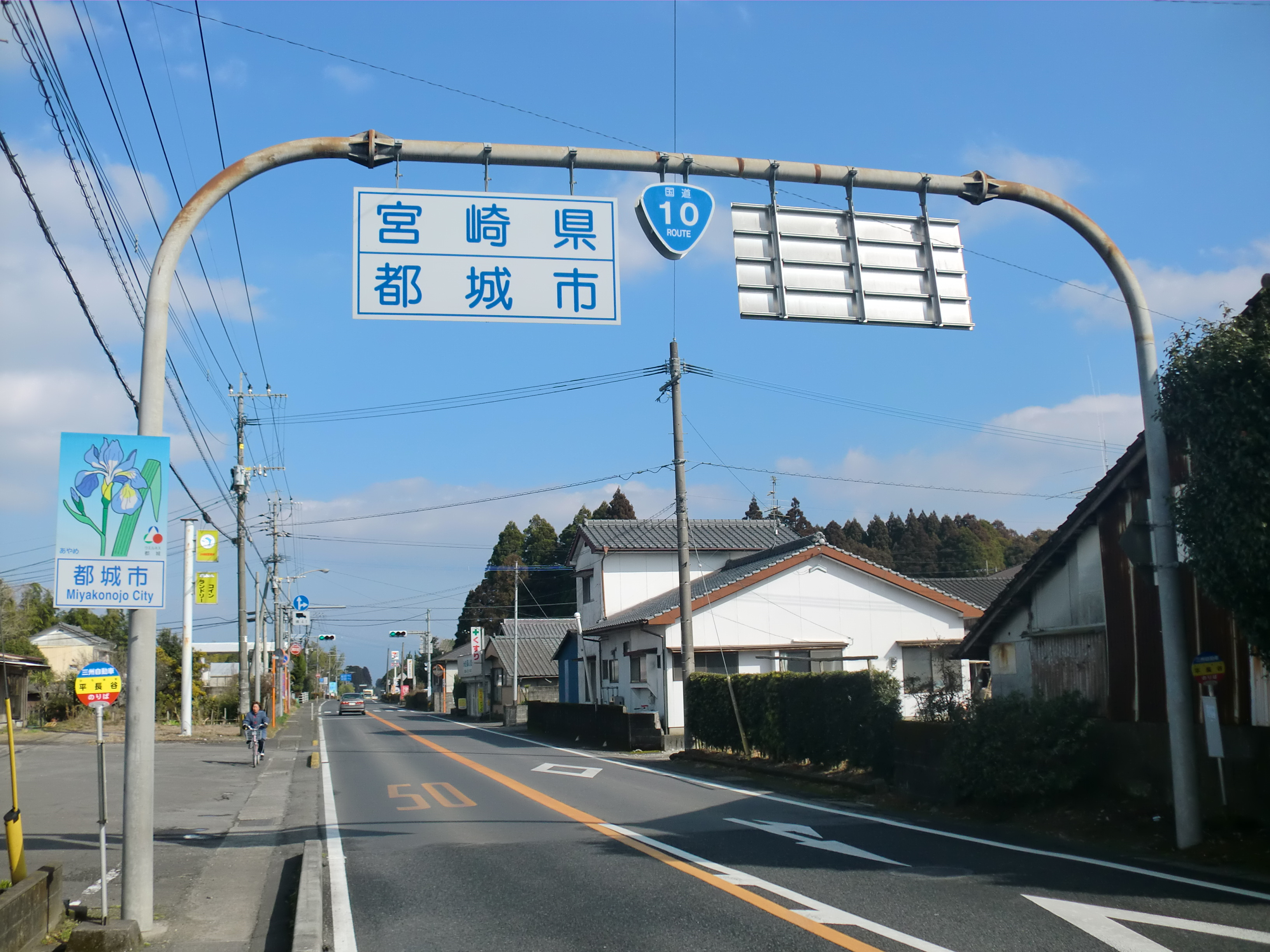
国道10号の県境地点
（鹿児島県曽於市 - 宮崎県都城市）

地域によっては宮崎自動車道の都城ICも利用される。
- E78 東九州自動車道：末吉財部IC、曽於弥五郎IC

地域高規格道路
- 都城志布志道路（末吉松山有明道路）：末吉IC

一般国道
- 国道10号 - 末吉町を横断する。財部町（柴建）、大隅町（新坂元）も通過する。
- 国道222号 - 宮崎県日南市と都城市を結ぶ路線。1Kmほど旧末吉町（高岡口）を通過する。
- 国道269号 - 大隅町岩川・末吉町を通過する。鹿屋市と都城市を結ぶ。

県道
- 宮崎県道・鹿児島県道2号都城隼人線 - 財部町を横断する。
- 鹿児島県道63号志布志福山線 - 霧島市と志布志市を結ぶ路線であり、明治期以来の幹線。大隅町岩川を通過する。
- 鹿児島県道65号南之郷志布志線 - 旧末吉町の高岡口から志布志市方面へ南下する路線。
- 鹿児島県道71号垂水南之郷線 - 大隅町恒吉・岩川を通過し、旧末吉町の高岡口に至る。2010年3月14日に東九州自動車道の曽於弥五郎ICが設置された。

自転車歩行者専用道路
- 自転車歩行者専用道路として旧志布志線を整備した「ふれあいロード」（旧大隅町）・「マインドロード」（旧末吉町）が整備されている。

道の駅
- おおすみ弥五郎伝説の里（やごろう農土家市）
- すえよし（四季祭市場）
- たからべ（きらら館）

## 観光スポット・史跡・祭り・イベント

### 文化財・史跡

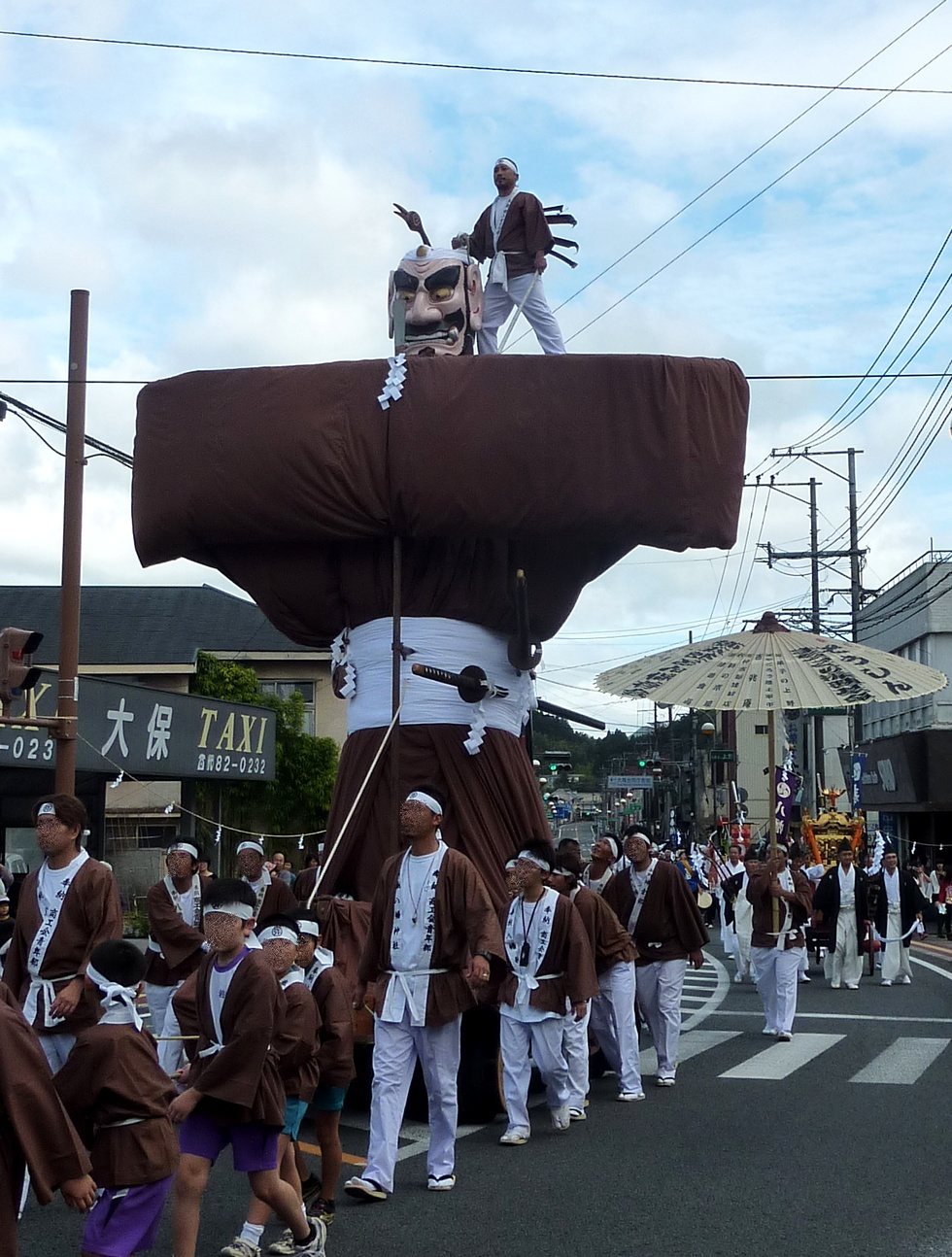
弥五郎どんの浜下り

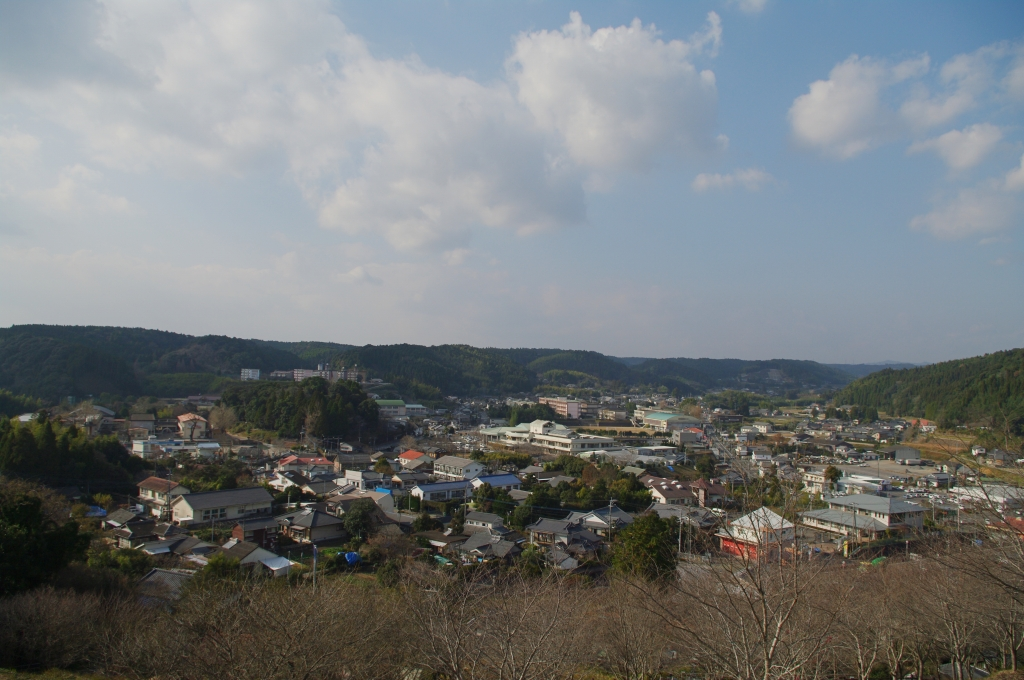
「道の駅おおすみ弥五郎伝説の里」から見える風景

- 11月3日 - 岩川の弥五郎人形行事（岩川八幡神社）国の重要無形民俗文化財
- 11月23日 - 流鏑馬（住吉神社）鹿児島県指定無形民俗文化財
- 1月7日 - 鬼追い（熊野神社）鹿児島県指定無形民俗文化財
- 投谷八幡神社（万治3年（1660年）建立　四所宮、地主社）鹿児島県指定文化財
- 末吉城跡 史跡
- 平松城跡 史跡
- 宝寿庵城跡 史跡
- 興昌寺基地五輪塔 史跡
- 熊野神社五輪塔 史跡
- 有馬厚軒の墓 史跡
- 白尾桃庵の墓 史跡
- 平季基墓 史跡
- 肝付竹友墓 史跡
- 村田雅楽助地頭墓 史跡
- 川内一里塚 史跡
- 佐久良谷（桜谷） 史跡
- 黒原勘兵衛墓 史跡
- 一字一石経塚 史跡
- 中津瀬 史跡
- 荒神免古墳 史跡
- 製鉄所跡 史跡
- 末吉通山宿場跡 史跡
- 入佐住居跡 史跡
- 姥石 史跡
- 中岳洞穴 史跡
- 祝井谷一字一石経塚 史跡
- 西南の役薩摩軍の墓 史跡
- 徳牟礼門直ヱ門法難記念碑
- 住吉神社本殿 建造物
- 地頭仮屋の門 建造物
- 光明寺仁王像 建造物
- 興昌寺仁王像 建造物
- 橋野六地蔵塔 建造物
- 光神庚申六地蔵塔 建造物
- 田之神 建造物
- 内村堂の山石塔群 建造物
- 祝井谷石塔群 建造物
- 原村小松谷石塔群 建造物
- 石敢当 建造物
- 末吉衆中引付帖写 書籍
- 末吉根元帖 書籍
- 末吉郷土禄高帳 書籍
- 住吉神社短冊 書籍
- 上別府家の鎧 工芸
- 前川内太鼓踊 無形文化財
- 鬼神太鼓 無形文化財
- 早馬神社の杜 天然記念物
- 久保のもぐらうっ
- 大蔵寺阿弥陀如来像
- 住吉神社神王面
- 岩屋観音
- 恒吉太鼓橋
- 恒吉城（日輪城）跡
- 市柴橋
- 岩元橋
- 官軍墓地
- 柳井谷石塔群（伝景清の墓）
- 日光神社
- 澤田神社
- 速玉神社
- 金峯神社
- 笠祇神社
- 太田神社
- 蹲踞神社
- 檍神社
- 早馬神社
- 諏訪神社
- 世貫神社
- 若一王子神社
- 天照大神社
- 芙蓉の塔
- 折田のスダジイ群 天然記念物
- 南方神社

### 自然・景勝地

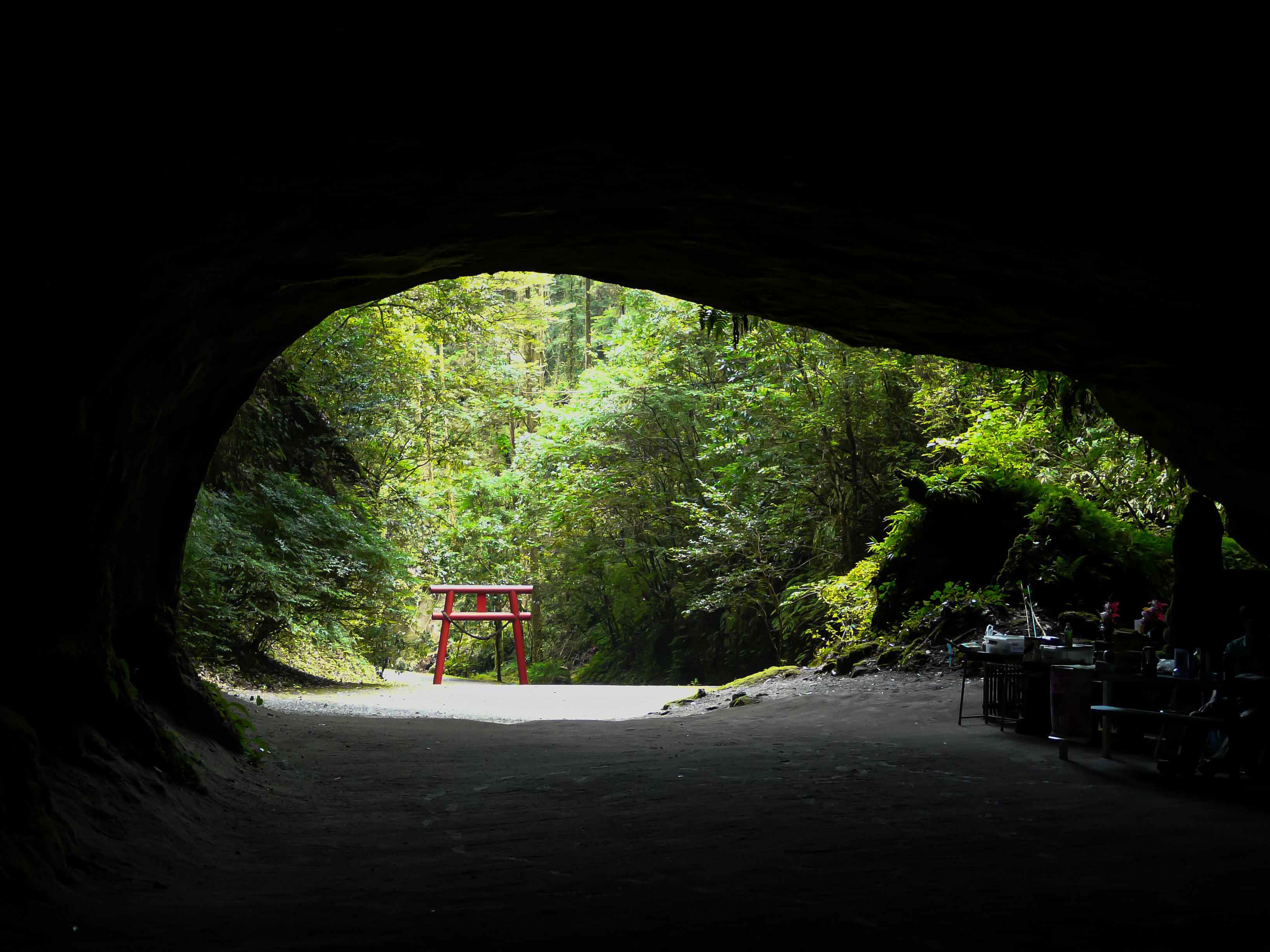
溝ノ口洞穴内部から開口部を望む

- 花房峡憩いの森
- 安楽川渓谷
- 大川原峡
- 悠久の森
- 桐原の滝
- 溝ノ口洞穴
- 三連轟
- 白鹿岳
- 大鳥峡
- 菅牟田のホタル

### 施設
- 花房峡憩いの森キャンプ場
- 大川原峡キャンプ場
- 高之峯コケキャンチ
- 陣が岡公園
- フォレストアドベンチャーおおすみ
- 中岳ダム
- 菅牟田の水車

### イベント・催事
- 花房峡憩いの森新緑ジョギング大会
- 溝ノ口岩穴祭り
- 菅牟田地区「ホタルと水車の夕べ」
- 曽於市どろんこ大会
- たからべ清流まつり
- 悠久の森ウォーキング大会
- 思いやりそお市民祭

### その他
- 高岡小学校の大銀杏（オオイチョウ）

## 地域にゆかりのある著名人

### 出身著名人
明治生まれ
- 岩崎與八郎 - 1902年（明治35年）5月1日、囎唹郡岩川村（現・曽於市大隅町岩川）生まれ。実業家（岩崎産業創業者）。
- 吉井淳二 - 1904年（明治37年）3月6日、囎唹郡末吉村（現・曽於市末吉町）生まれ。画家（洋画家）。

大正生まれ
- 山中貞則 - 1921年(大正10年）7月9日、囎唹郡末吉村（現・曽於市末吉町）生まれ。政治家（通商産業大臣等）。

昭和生まれ
- 上中別府チエ（かみなかべっぷ チエ） - 1930年（昭和5年）6月19日、囎唹郡末吉町（現・曽於市末吉町）生まれ。高齢の軟式野球部員。曽於市PR大使。
- 草原タカオ - 1940年（昭和15年）1月1日、曽於郡末吉町生まれ（現・曽於市末吉町）。漫画家、イラストレーター。曽於市PR大使。
- 朝倉利夫 - 1956年（昭和31年）7月19日、囎唹郡大隅町（現・曽於市大隅町）生まれ。アマチュアレスリング選手。
- 北別府学 - 1957年（昭和32年）7月12日、囎唹郡末吉町（現・曽於市末吉町）生まれ。元プロ野球選手（NPB所属）、元野球指導者（NPB所属）。曽於市PR大使。
- 東国原英夫 - 1957年（昭和32年）9月16日、囎唹郡末吉町（現・曽於市末吉町）生まれ、宮崎県都城市育ち。政治評論家。政治家（元宮崎県知事）。タレント。
- 宮原厚次 - 1958年（昭和33年）12月20日、囎唹郡大隅町（現・曽於市大隅町）生まれ。アマチュアレスリング指導者（日本代表コーチ）、元アマチュアレスリング選手（1984年ロサンゼルス五輪レスリング金メダリスト）。曽於市PR大使。
- 木場克己 - 1965年（昭和40年）12月26日、囎唹郡末吉町（現・曽於市末吉町）生まれ。アスレティックトレーナー。曽於市PR大使。
- 西田剛 - 1986年（昭和61年）9月14日、曽於郡末吉町轟木（現・曽於市末吉町轟木）生まれ。プロサッカー選手（Jリーグ所属）。曽於市PR大使。
- 麻里絵ルナ - 生年非公開。曽於郡大隅町（現・曽於市大隅町）生まれ。シンガーソングライター。曽於市PR大使。

平成生まれ
- 金田和之 - 1990年（平成2年）9月18日、曽於郡財部町（現・曽於市財部）生まれ。プロ野球選手（NPB所属）。
- 中﨑雄太 - 1991年（平成3年）3月11日、曽於郡財部町（現・曽於市財部）生まれ。野球指導者（BCリーグ所属）、元プロ野球選手（NPB所属）。
- 中﨑翔太 - 1992年（平成4年）8月10日、曽於郡財部町（現・曽於市財部）生まれ。プロ野球選手（NPB所属）。
- 稲森奈見 - 1993年（平成5年）10月15日、曽於郡末吉町（現・曽於市末吉町）生まれ。柔道家（2013年世界ジュニア柔道78kg超級金メダリスト）。
- 大園桃子 - 1999年（平成11年）9月13日生まれ[17]。乃木坂46の元メンバー[18]。曽於市特別PR大使[19]。

### 地域にゆかりのある異邦人等
- 若田光一 - 1963年（昭和38年）8月1日、埼玉県大宮市（現・さいたま市北区）出身。宇宙飛行士。工学者。父親が旧大隅町出身。
- ジミー入枝 - 1972年（昭和47年）10月1日、現いちき串木野市（旧串木野市）出身。ミュージシャン。ディスクジョッキー。ボイストレーナー。曽於市PR大使。
- 梛木春幸（なぎ しゅんこう） - 生年未確認。南さつま市坊津出身。料理人。曽於市PR大使。
- 石井秀岱（いしい しゅうだい） - 生年未確認。ミュージシャン（津軽三味線奏者）。曽於市PR大使。

### 大使
曽於市役所 企画課. “曽於市PR大使”. 公式ウェブサイト.   曽於市. 2018年1月11日閲覧。
地域出身者
- 木場克己 - アスレティックトレーナー。曽於市PR大使（平成28年6月5日 - ）。
- 上中別府チエ - 高齢の軟式野球部員。曽於市PR大使（平成28年8月21日 - ）。
- 朝倉利夫 - アマチュアレスリング選手。曽於市PR大使（平成28年8月21日 - ）。
- 宮原厚次 - アマチュアレスリング指導者、元アマチュアレスリング選手。曽於市PR大使（平成28年8月21日 - ）。
- 北別府学 - 元プロ野球選手、元野球指導者。曽於市PR大使（平成28年9月24日 - ）。
- 草原タカオ - 漫画家、イラストレーター。曽於市PR大使（平成28年10月22日 - ）。
- 麻里絵ルナ - シンガーソングライター。曽於市PR大使（平成28年11月2日 - ）。
- 西田剛 - プロサッカー選手。曽於市PR大使（平成29年1月3日 - ）。
- 大園桃子 - 乃木坂46元メンバー。曽於市特別PR大使（平成30年6月11日 - ）[19]。

地域出身者以外
- 梛木春幸 - 料理人。曽於市PR大使（平成28年12月26日 - ）。
- ジミー入枝 - ミュージシャン。ラジオパーソナリティ。ボイストレーナー。曽於市PR大使（平成29年4月2日 - ）。
- 石井秀岱 - ミュージシャン（津軽三味線奏者）。曽於市PR大使（平成29年12月15日 - ）。

## 放送・通信

### 電話
同じ曽於市内でも旧大隅町と旧末吉町の岩﨑の一部（志布志MA、099-4XX）から旧財部町、旧末吉町（都城MA、0986-XX。宮崎県都城市と同じ）への通話は市外（県外）扱いである（逆も同じ）。

### 放送
鹿児島県内の放送局が末吉中継局をはじめとする中継局を設置している。また、大部分の地域では宮崎県の放送局も鰐塚山からの電波を受信することで視聴・聴取することができる。

#### SOO Good FM（コミュニティFM事業）
曽於市では旧末吉町・大隅町の有線放送、旧財部町のオフトーク通信の置換を目的としてコミュニティFM局「SOO Good FM」の設置を進め、2016年4月29日に本放送を開始した。自治体が直接放送事業を行うことは出来ないため、曽於市が出資する一般財団法人「まちづくり曽於」が運営する形式を採用する。
放送時間は6時30分から21時までで、基本的には全時間帯が生放送となる。このうち、平日3回（朝・昼・夜）、休日は朝のみ、従来の有線放送・オフトーク通信の代替となる「曽於市役所からのお知らせ」が放送される。「曽於市からのお知らせ」は、各家庭に配布された「防災ラジオ」を一斉に強制起動させて放送する、「緊急告知FMラジオ」の機能を用いて放送されている。災害時等の緊急のお知らせも防災ラジオの強制起動を用いて放送する。
正式な局名は「まちづくり曽於エフエム」。スタジオは末吉総合センターにあり、周波数は87.4MHz、コールサインはJOZZ0CI-FMで、開局時は、親局（出力20W）および白鹿岳中継局（出力5W）・月野中継局（出力5W）・恒吉中継局（出力10W）・南之郷中継局（出力5W）の4中継局が整備され、曽於市内の81.8パーセントの世帯（13,796世帯）が放送区域に含まれているが、曽於市内でも放送を受信できない地域が存在している。その後、難聴取対策のため、中継局の出力変更と白鹿岳中継局を高之峯に、月野中継局を大隅曽於地区消防組合曽於消防署敷地に移設している。
現在の出力は、親局(出力20W)、高之峯中継局(出力20W)、月野中継局(出力10W)、恒吉中継局(出力20W)、南之郷中継局(出力10W) となっている。
コミュニティFM開局にあわせて、地域おこし協力隊としてラジオパーソナリティー3名が2016年1月から3月にかけて採用されている。